# SLEEPLESS (B'zの曲)
「SLEEPLESS」（スリープレス）は、日本の音楽ユニット・B'zの楽曲。2022年6月24日にVERMILLION RECORDSより配信限定シングルとしてリリースされた。

## 概要
22ndアルバム『Highway X』（2022年8月10日発売）のリリースに先駆け、6月24日に先行配信された。
2016年に提供した「世界はあなたの色になる」以来約6年ぶりの『名探偵コナン』とのタイアップ。
初週で14,577ダウンロードを記録し、6月29日に発表されたオリコン週間デジタルシングル（単曲）ランキングで初登場1位を獲得。同ランキングでの首位獲得は、2021年10月11日付の『UNITE』以来通算2作目となった。また、2022年7月6日に公開されたBillboard Japan Download Songsでも初登場1位を獲得した。

## 収録曲
1. SLEEPLESS (3:38)
  - 読売テレビ・日本テレビ系列アニメ『名探偵コナン』のオープニングテーマとして、リリース前の同年1月8日から6月25日まで使用されていた[8]。
  - 楽曲はコロナ禍の社会を描いている[9]。
  - 6月23日に放送されたFM802『TACTY IN THE MORNING』でフルサイズ音源が初オンエアとなった[10]。
  - 7月28日にミュージック・ビデオが公開された[11]。なお、ミュージック・ビデオで使用された車の模型およびジオラマは、8月9日から23日にかけてタワーレコード新宿店で展示されていた[12]。

## タイアップ
- 読売テレビ・日本テレビ系列アニメ『名探偵コナン』オープニングテーマ（2022年1月8日 - 6月25日）

## 参加ミュージシャン
- 松本孝弘：ギター・作曲・編曲
- 稲葉浩志：ボーカル・作詞・編曲
- Yukihide"YT"Takiyama:ベース・編曲[13]
- ブライアン・ティッシー：ドラム
- 小野塚晃：ピアノ&オルガン

## 収録アルバム
- Highway X

## ライブ映像作品
SLEEPLESS
- Highway X（特典DVD）
- B'z LIVE-GYM 2022 -Highway X-